# Лепушнянський повіт
Лепушна була повітом Республіки Молдова до адміністративно-територіального утворення на райони. Межує з Унгенським, Кишинівським, Тигінським повітом, Гагаузькою автономною територіальною одиницею та Кагульським повітом, а також з Україною (Буджак) (південний схід) і Румунією (захід). Її столицею було місто Хинчешти.

## Географія
У Лепушнянському повіті було 149 населених пунктів, із яких 5 міст: Бессарабка, Чимішлія, Яргара, Хинчешти та Леова.